# Église Saint-Pierre-et-Saint-Paul de Fontenay-aux-Roses
L'église Saint-Pierre-et-Saint-Paul est une église catholique située rue Boucicaut sur la commune de Fontenay-aux-Roses dans les Hauts-de-Seine.

## Historique

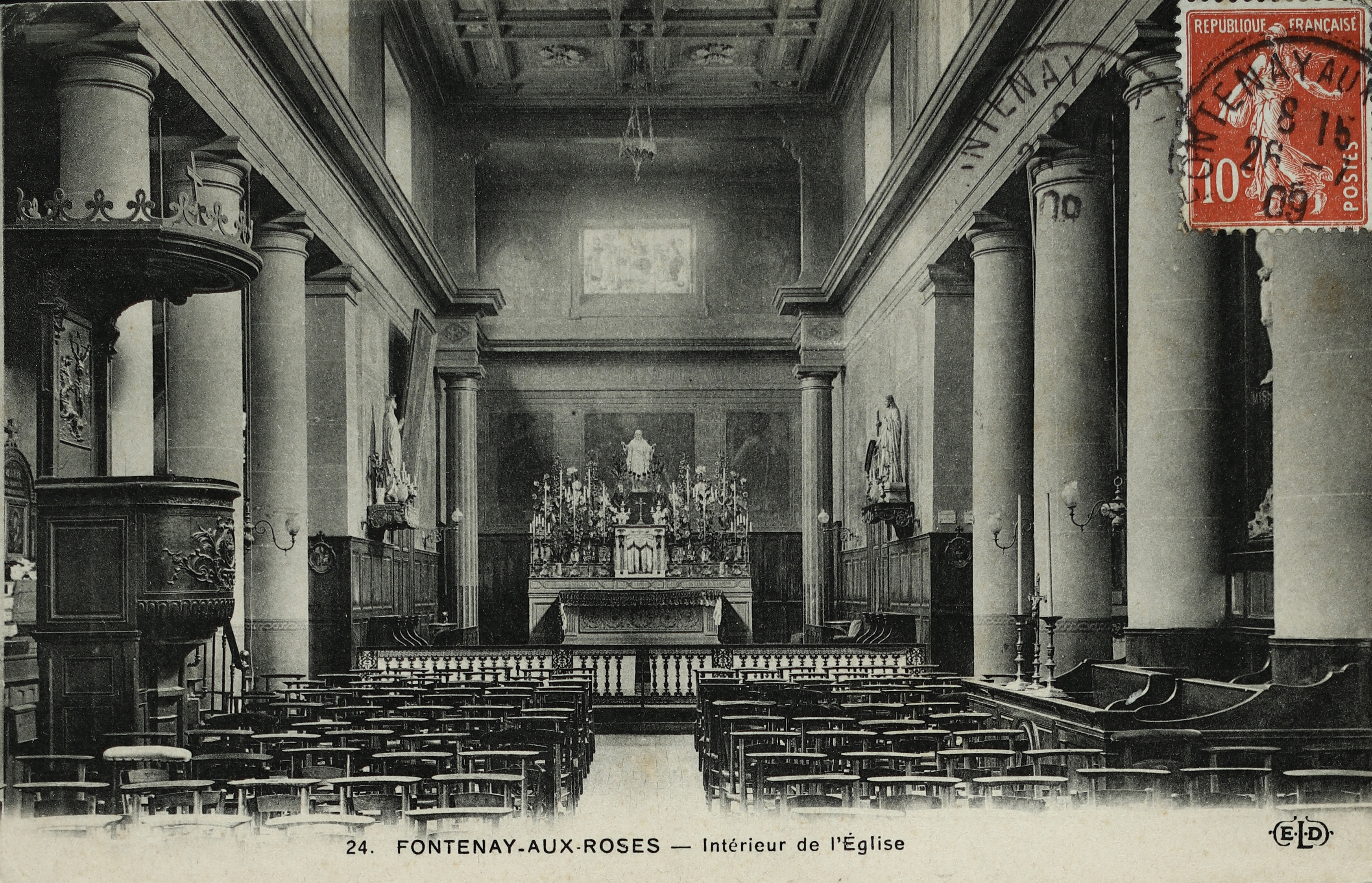
Intérieur de l'église.

Certains historiens mentionnent à cet endroit une chapelle entre le Xe siècle et le XIe siècle.
Au XIIIe siècle, on y aurait édifié une nouvelle chapelle qui fut elle-même reconstruite vers 1550 jusqu'à ce qu'en 1796, l'état de ce bâtiment justifie des travaux de réparation urgents, qui ne parvienne pas à prévenir l'écroulement d'une partie de la toiture dans la nuit du 2 au 3 décembre 1832.
Sur décision du conseil municipal, une nouvelle église est rebâtie de 1832 à 1834 par l'architecte Auguste Molinos.
Elle subit entre 1835 et 1836 d'autres travaux d'améliorations par l'architecte Louis Visconti.

## Description

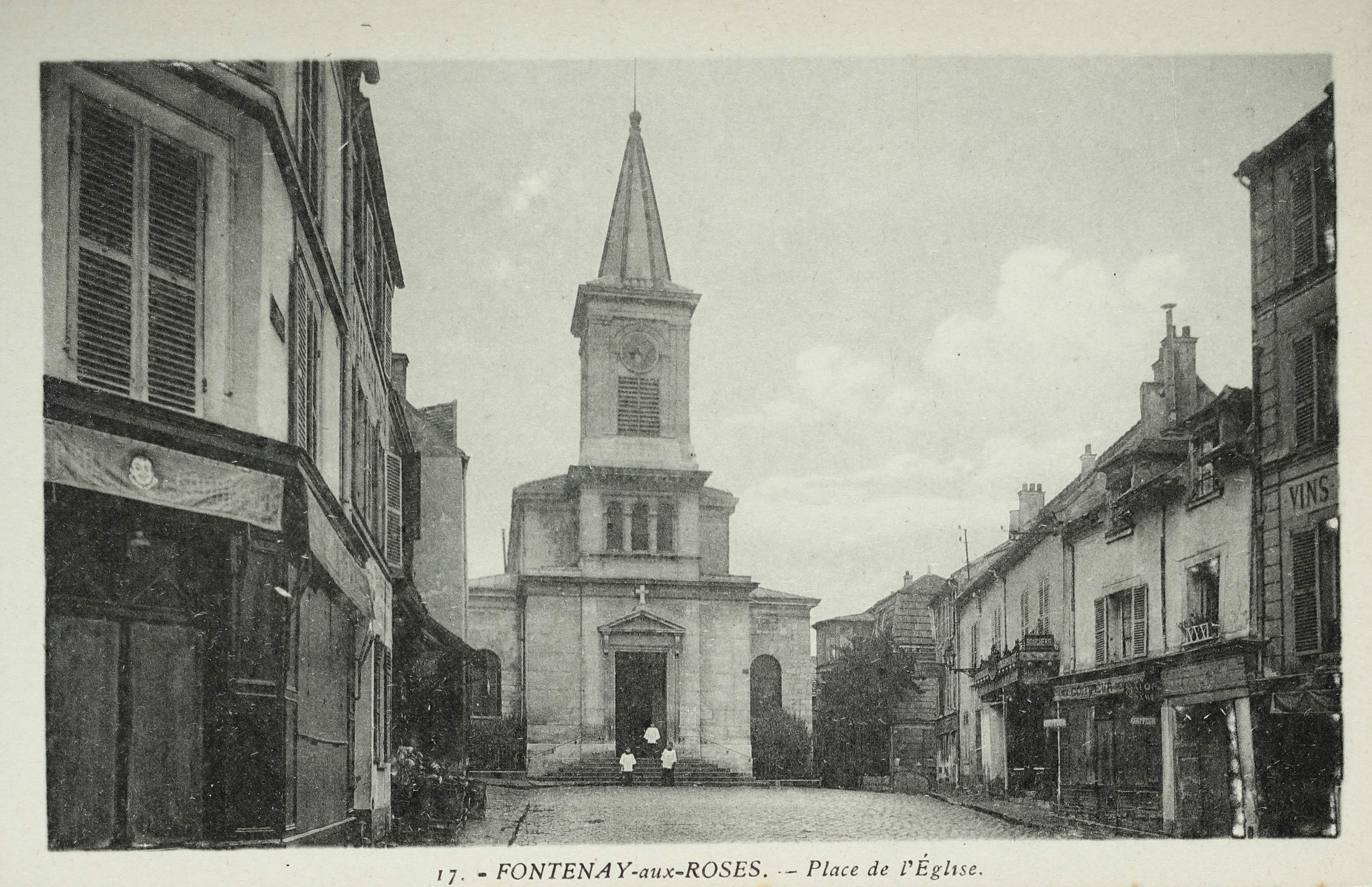
Place de l'Église, vers 1900.

La cloche Marie provenant de l'ancien édifice et fondue en 1743, a été classée monument historique en 2001. 
L'église renferme une toile, La Vierge et l'Enfant et Saint Jean-Baptiste, attribuée à Pierre Mignard, vers 1650.
L'année 1981 a vu l'installation dans les bas-côtés de cinq vitraux, œuvres du maître-verrier Jacques Le Chevallier.